# James Sethian

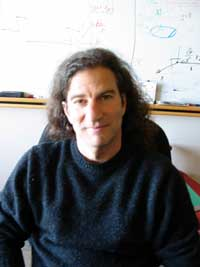
James Sethian

James Albert Sethian (* 10. Mai 1954 in Washington, D.C.) ist ein US-amerikanischer angewandter Mathematiker.
Sethian wurde 1982 an der University of California, Berkeley, bei Alexandre Chorin promoviert. Danach war er als Post-Doc bei Peter Lax am Courant Institute of Mathematical Sciences of New York University. Ab 1985 war er wieder als Assistant Professor in Berkeley, wo er heute Professor ist. Gleichzeitig leitete er die Mathematik-Gruppe am Lawrence Berkeley National Laboratory.
Sethian ist mit Stanley Osher ein Pionier der Einführung der Level-Set-Methode für die Beschreibung bewegter Flächen und Fronten, die er unter anderem auf das Problem von sich brechenden Wellen an Stränden, Tumorwachstum sowie Bildverarbeitung in der Medizin, für die Form von Seifenblasen und Schneeflocken, Tintenstrahldrucker und in der Halbleiterfertigung anwandte. Er befasste sich auch mit dem inversen Problem in der Seismologie. Mit Adalsteinsson entwickelte er adaptive Methoden für Level-Set-Verfahren, die die numerischen Rechnungen an der sich ausbreitenden Front konzentrieren (Adaptive Narrow Band Level Set Method).
Schon vor seiner Arbeit mit Osher entwickelte er in den 1980er Jahren numerische Verfahren für die Ausbreitung von Front-Flächen und Kurven zum Beispiel bei Verbrennungsprozessen (Thema seiner Dissertation 1982).
Mit Alexander Vladimirsky entwickelte er Dijkstra-artige Fast-Marching-Verfahren zur Lösung der Hamilton-Jacobi-Gleichung, mit Anwendungen in der Bildverarbeitung (mit Ravikanth Malladi), Ausbreitung seismischer Wellen (mit Mihai Popovici), Roboternavigation (mit Ron Kimmel 1996). Mit Sergey Fomel entwickelte er Escape Arrival Methods in der Seismologie.
1986 wurde er Forschungsstipendiat der Alfred P. Sloan Foundation (Sloan Research Fellow). 2008 wurde er Mitglied der National Academy of Engineering, 2013 der National Academy of Sciences. 2004 erhielt er den Norbert Wiener Preis für Angewandte Mathematik der SIAM und der American Mathematical Society. 2002 war er Invited Speaker auf dem Internationalen Mathematikerkongress in Peking (Fast algorithms for optimal control, anisotropic front propagation and multiple arrivals). Er ist Fellow der American Mathematical Society. Von 2011 bis 2014 war Sethian Einstein Visiting Fellow an der Berlin Mathematical School.

## Schriften
- Als Herausgeber mit Karl E. Gustafson: Vortex Methods and Vortex Motion. Society for Industrial and Applied Mathematics, Philadelphia PA 1991, ISBN 0-89871-258-0.
- Level Set Methods. Evolving Interfaces in Geometry, Fluid Mechanics, Computer Vision and Materials Sciences (= Cambridge Monographs on Applied and Computational Mathematics. 3). Cambridge University Press, Cambridge u. a. 1996, ISBN 0-521-57202-9 (Neuauflage 1999 als Level Set Methods and Fast Marching Methods.).
- Tracking Interfaces with Level Sets. An „act of violence“ helps solve evolving interface problems in geometry, fluid mechanics, robotic navigation and materials sciences. In: American Scientist. Band 85, Nr. 3, Mai/Juni 1997, S. 254–263, JSTOR:27856778.
- Fast Marching Methods. In: SIAM Review. Band 41, Nr. 2, 1999, S. 199–235, doi:10.1137/S0036144598347059.